# Elsbroekerpolder
De Elsbroekerpolder is een polder en een voormalig waterschap in de gemeente Hillegom, in de Nederlandse provincie Zuid-Holland. In 1660 werd de Austcamperpolder (ook wel de "Gerrit Aeff en Beekspolder" genoemd) aan de Elsbroekerpolder toegevoegd.
Het waterschap was verantwoordelijk voor de vervening, drooglegging en later de waterhuishouding in de polder.
De polder is in de 20e eeuw grotendeels bebouwd met woningen.